# Зґаґово-Весь
Зґаґово-Весь (пол. Zgagowo-Wieś) — село в Польщі, у гміні Завідз Серпецького повіту Мазовецького воєводства.
Населення — 142 особи (2011).
У 1975-1998 роках село належало до Плоцького воєводства.

## Демографія
Демографічна структура станом на 31 березня 2011 року:
|          | Загалом | Допрацездатний вік | Працездатний вік | Постпрацездатний вік |
| -------- | ------- | ------------------ | ---------------- | -------------------- |
| Чоловіки | 65      | 14                 | 46               | 5                    |
| Жінки    | 77      | 19                 | 39               | 19                   |
| Разом    | 142     | 33                 | 85               | 24                   |